# Thysanoptera
Thrips
Cet article concerne un ordre de ptérygotes. Pour thysanoure, voir Thysanura.
Cet article concerne des insectes nommés Thrips. Pour les crustacés nommés Triops, voir Triops.
Ordre
Les thrips constituent l'ordre des thysanoptères (Thysanoptera).
Ce sont des insectes ptérygotes néométaboles de taille minuscule, au corps allongé et aux ailes bordées de soies longues et fines, d'où leur nom scientifique, qui évoque des ailes (pteron, en grec) frangées (thysanos ; frange, en grec). Le mot thrips vient également du grec, langue dans laquelle il désigne les « poux du bois » ou les « cloportes ».
Le nombre d'espèces connues dépasse les 6 000 réparties en plus de 850 genres.
Le thrips du blé est souvent nommé « bête d'orage », « bête de chaleur » ou parfois « bête d'août » (nom qui peut les faire confondre avec les aoûtats).
Certaines espèces, sont considérées comme nuisibles, mais jouent un rôle important de pollinisation, seules ou en conjonction avec d'autres espèces ou avec le vent. Les thrips vivant sur les acacias australiens ont été utilisés comme organismes modèles.
Comme de nombreuses autres espèces, la mondialisation des échanges a été l'occasion de transferts d'espèces d'une région à l'autre et entre continents.
Des comportements sociaux sont observés chez de nombreuses espèces, et au sein de l'espèce coloniale Hoplothrips pedicularius, les individus sont territoriaux (défendent leur territoire). Des espèces nouvelles de thrips sont régulièrement découvertes,,, et beaucoup sont sans doute encore à découvrir. Au moins une espèce (Aulacothrips dictyotus de la famille des Heterothripidae) est ectoparasite. Certains thrips sont responsables de la formation de galles chez leur plante hôte.

## Morphologie

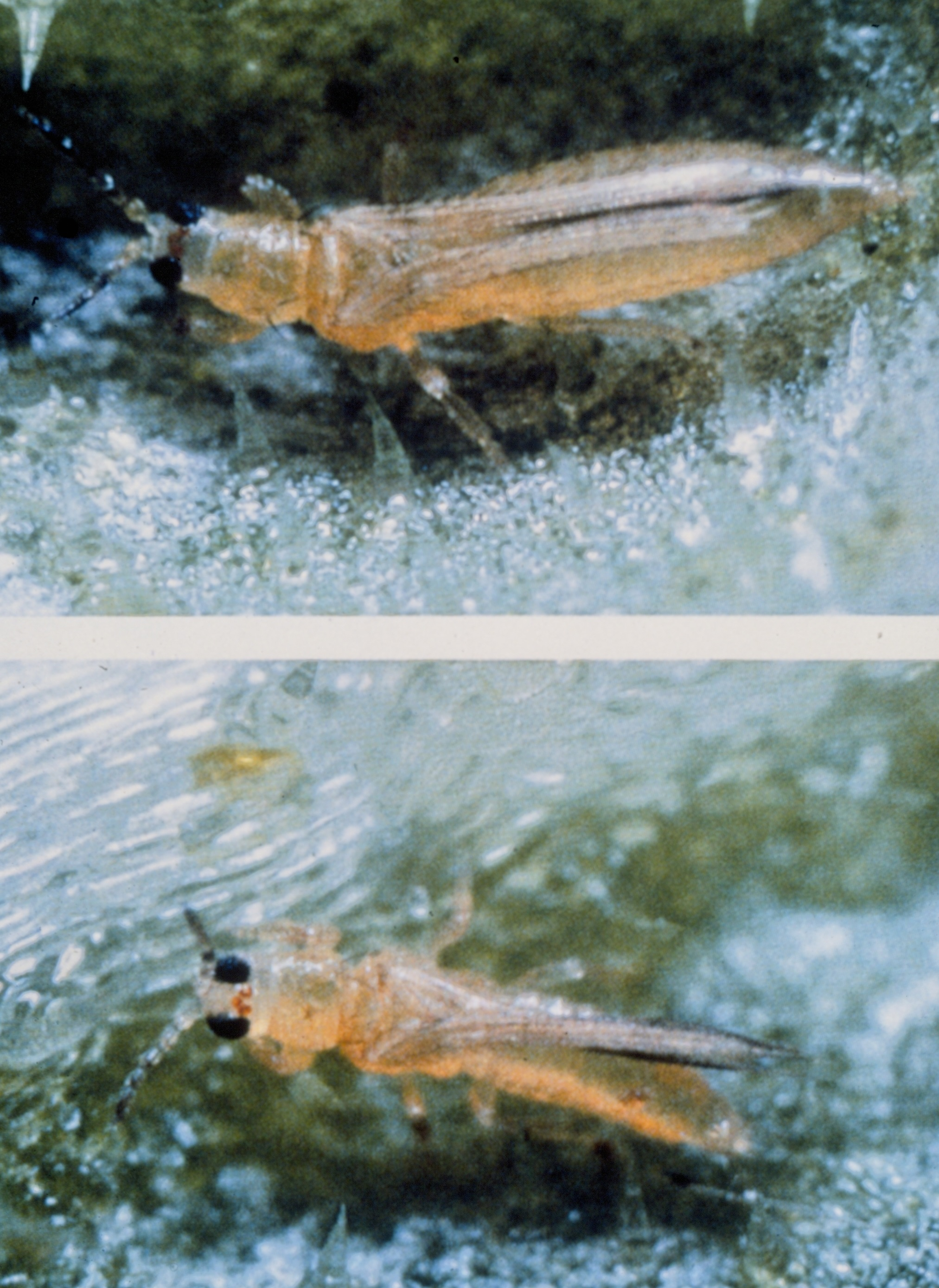
Thrips palmi

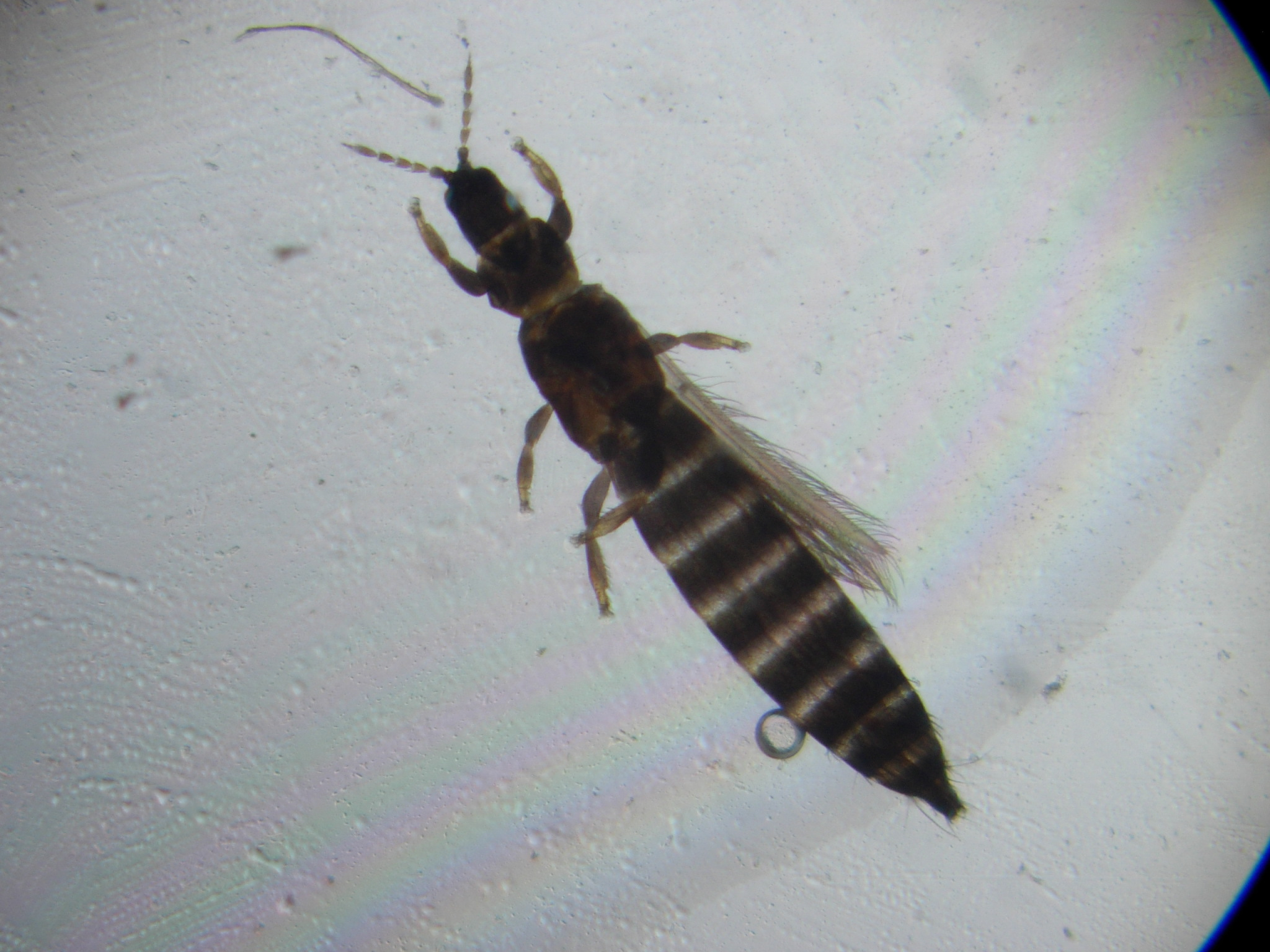
Observation au microscope d'un thrips.
Taille réelle : 1.5 mm

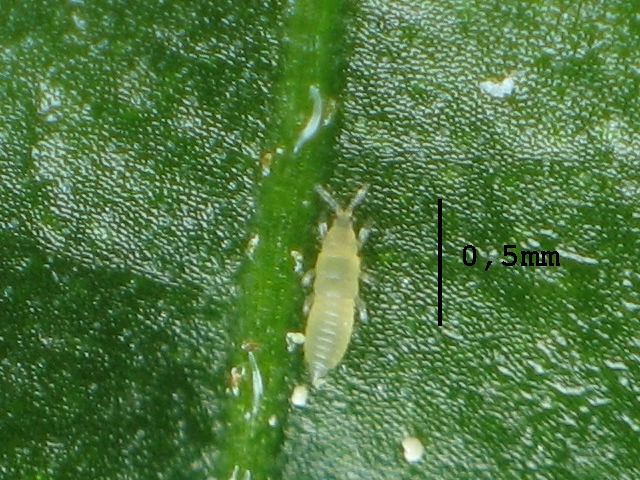
Observation au microscope d'une nymphe de thrips.

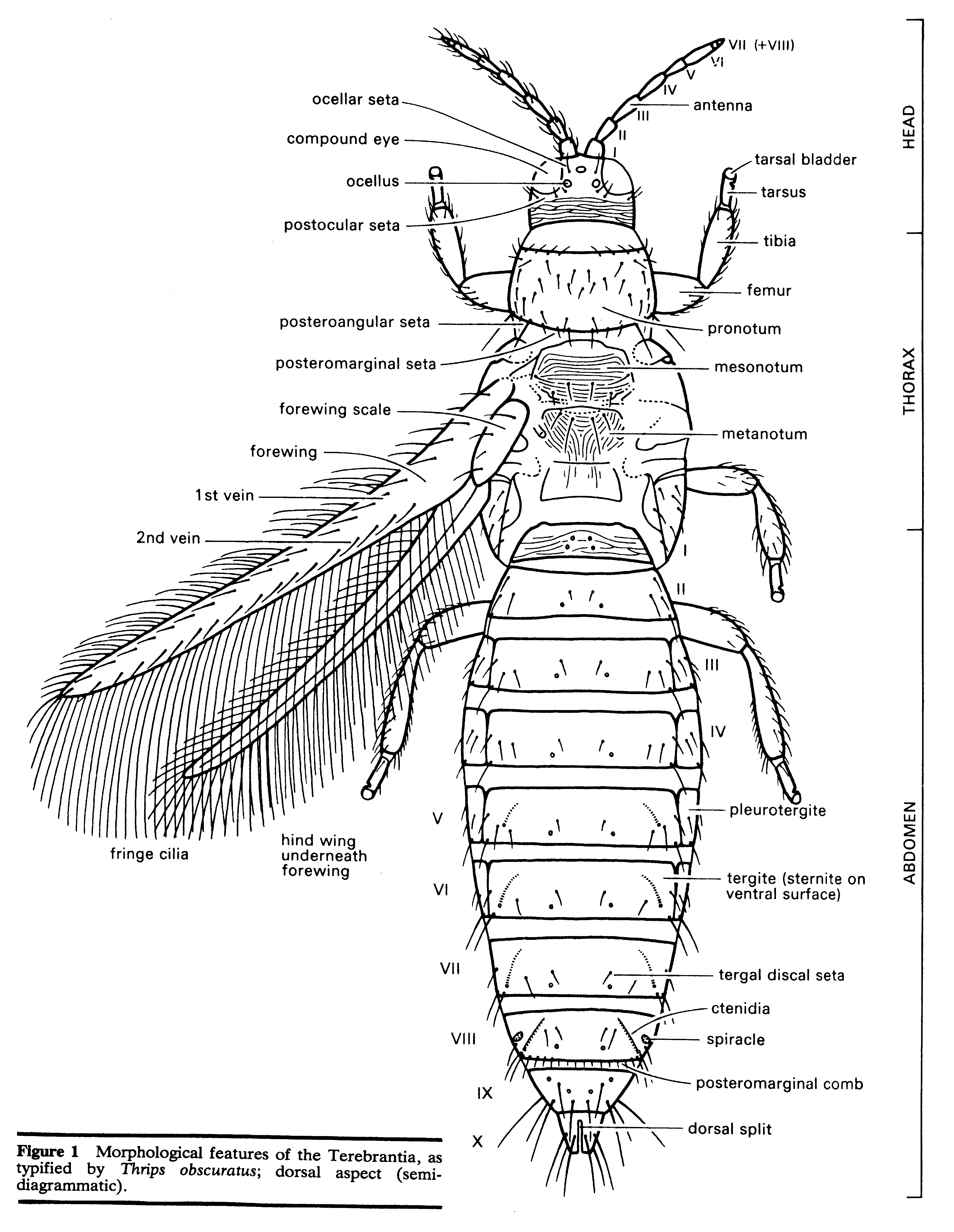
Illustration de la morphologie de Thrips obscuratus (Thripidae)

Ces insectes allongés ont une petite taille (souvent inférieure à deux millimètres).
Ils sont pourvus de quatre ailes étroites longuement frangées et de pièces buccales piqueuses suceuses asymétriques.

### Tête
Soit ocellaires, soit post ocellaires : trois paires le plus souvent. Les paires I et II sont plus petites, la paire III plus développée. La paire I, en avant des ocelles, est souvent absente. Les paires II et III sont sur un même plan.
Il y a toujours trois ocelles disposés en triangle. La position des soies par rapport aux ocelles (à l’intérieur ou à l’extérieur du triangle) est un critère de détermination. Les soies post ocellaires sont placées sur l’arrière de la tête et le plus souvent disposées sur une même ligne. Elles sont parfois absentes, et de taille variable.
- Palpe maxillaire : comprend 2 ou 3 segments.
- Antennes :
  - le nombre de segments (de 6 à 9) et leur teinte relative.
  - la forme des cônes sensoriels sur les segments 3, 4 et 6. (simples, fourchus).
  - Si la base du cône sensoriel est large : Odonthothrips.

### Thorax
- Prothorax :

antérieure et postérieure du pronotum.
- -     - Si de grandes soies sont présentes uniquement à l’arrière : genre Thrips.
    - Si de grandes soies sont présentes à l’avant et à l’arrière : genres Frankliniella, Kakothrips.
- Méso-métathorax :
  - la présence ou l’absence de spinula.
  - la forme des fourches des méso et métathorax.
  - la forme des dessins du métanotum (réticulation).
  - la présence ou l’absence des sensilles campaniformes (petit orifice pair).
- Ailes :
  - Elles sont bordées de rangs de grandes soies. La nervation alaire est toujours réduite. Elle comprend une costale, une nervure principale et une secondaire.
    - la présence de parties teintées (cas des Aeolothrips).
    - les nervures : l’absence de nervure indique un Tubulifère.
    - la position et le nombre de soies de la nervure principale sur la partie distale de l’aile.

### Abdomen
L’abdomen comprend toujours 10 segments. Un segment comprend dorsalement un tergite, latéralement le pleurotergite et ventralement un sternite. On observe particulièrement le segment VIII comportant des organes caractéristiques.
- Tergite VIII :
  - le peigne, position et forme des soies qui le constituent.
  - la position relative du spinacle et des cténidies.
- Pleurotergites :
  - les sculptures.
  - la présence ou l’absence de microtriches.
  - le nombre et la position des soies.

## Traits biologiques communs à l'ordre des thysanoptères
90 % des espèces connues sont phytophages.

## Conservation des spécimens
Les échantillons de Thrips se conservent dans de l’alcool à 10° additionné d’un mouillant durant 15 jours afin d’obtenir des insectes au corps distendu et aux pattes et ailes bien étalées.
Les espèces bien mélanisées sont éclaircies à la potasse à 10 % puis lavées avant déshydratation et montage.

## Régime alimentaire
Les thrips mangent les feuilles et les boutons floraux en y creusant des galeries.

## Atteinte aux plantes et cultures
Certains thrips se nourrissant en piquant les plantes, on peut voir apparaître sur les feuilles de celles-ci des stries argentées et voir les bourgeons, fruits, fleurs et extrémités des plantes se nécroser. On peut aussi apercevoir de petits points noirs sur les feuilles : ce sont les excréments des envahisseurs. Il faut traiter la plante mais elle ne meurt pas forcément.

## Rôle de pollinisateur
La plupart des thrips se nourrissant de pollen et de nectar sont aussi des « transporteurs » du pollen, et ils le sont depuis longtemps, puisqu'on a trouvé des thrips sur le corps desquels étaient « collés » des grains de pollen de Cycadales ou de Ginkgoales, dans de l'ambre espagnol daté du début du Crétacé.
À la différence des abeilles, ils ne transportent souvent que quelques grains de pollen lors de leurs déplacements dans la fleur ou d'une fleur à l'autre. Mais ce faible nombre de grains est compensé par le fait que les thrips peuvent être très nombreux, et certains thrips adultes peuvent transporter plusieurs centaines de grains de pollen à la fois. Ces espèces contribuent au service écologique de pollinisation, parfois en perturbant le travail des sélectionneurs et hybrideurs. Selon Daw Frame, de nombreuses fécondations non désirées par les hybrideurs - et parfois attribuées au vent - seraient dues au passage de ces insectes. Charles Darwin avait déjà noté que ses études sur la pollinisation étaient gênées par ces créatures « qu’aucun filet ne peut bloquer... ». Certaines espèces sont polyvalentes et consomment plusieurs types de pollen, alors que d'autres ne sont associées qu'à une seule espèce de plante, ou pour d'autres encore associées qu'à un type morphologique de fleurs ou un type particulier d'inflorescence ou de cône... (ainsi, en Australie, Wilkiea huegeliana, arbuste dioïque de l’est du continent produit des fleurs presque fermées, qui ne semblent accessibles qu'à une seule espèce de thrips, qui les pollinise.
Des interactions durables, résultant souvent d'une longue coévolution, existent entre les thrips pollinisateurs et leurs plantes hôtes. Souvent les mâles et les femelles sont nourris de pollen dans les fleurs où ils s'accouplent et dans lesquelles  les femelles vont pondre (dans la même fleur ou dans une autre fleur mâle, à l’anthèse ou avant la période fertile). Les jeunes thrips grandissent rapidement dans ces fleurs mâles et une fois sexuellement matures seront au moment de l'anthèse attirés par le parfum (et/ou la couleur ou la forme) de fleurs femelles. Ils y trouveront un peu de nectar et pourront y déposer les grains de pollen qu'ils auront transportés à partir de la fleur mâle.
Dans la forêt tropicale, le thrips Frankliniella diversa semble le pollinisateur spécifique des fleurs de Castilla elastica (Moraceae). En Europe, le thrips Ceratothrips ericae visite les fleurs semi fermées des bruyères Erica tetralix et de Calluna sp. les unes après les autres au rythme de leur maturation, mais seules les femelles ailées atteindront les bruyères éloignées, de même en Australie pour les larves de l'espèce Thrips imaginis qui chaque jour déménagent dans une fleur fraîchement éclose d’Echium plantagineum (de la famille des Boraginacées).
Ce type d'interactions connaît d'autre variantes : par exemple en Malaisie, les thrips dolichothrips pondent indifféremment dans les fleurs mâles et femelles de Macaranga hullettii (de la famille des Euphorbiacées), alors que d’autres Macaranga acceptent une pupation à l’intérieur des fleurs. Au Belize, les femelles de Brooksithrips chamaedoreae rejoignent les mâles rassemblés sur les inflorescences femelles de palmiers du genre Chamaedorea. Les cônes de Macrozamia lucida et M. macleayi (de la famille des Cycadées) produisent de la chaleur qui module le développement des thrips Cycadothrips, et il reste sans doute d'autres types d'interactions thrips-plantes à découvrir.
Il semble que les plantes préférées des thrips pollinisateurs ont un cycle de floraison adapté aux leurs (qui varient selon la latitude et l'altitude). Et les plantes pollinisées par les thrips ont quelques points communs : elles sont plutôt d'une taille petite à moyenne, d'une couleur plutôt blanche à jaune ou verdâtre avec souvent des touches de rose et émettent un parfum (ressenti comme agréable par l'homme). Les fleurs sont groupées en inflorescences compactes ou s'ouvrent les unes après les autres. Certaines fleurs forment un abri pour les thrips (fleurs globuleuses ou urcéolées) ou sécrètent du nectar en petite quantité et produisent des grains de pollen d'une taille moyenne à inhabituellement petite. Une partie de ces caractéristiques sont partagées avec les fleurs pollinisées par de petits coléoptères (cantharophilie). Les botanistes ont constaté que les fleurs pollinisées par des thrips le sont aussi par des coléoptères (petits ou moyens). Quelques cas d'associations strictes entre une plante et des thrips sont connus (quatre espèces de thrips sont les pollinisateurs uniques de Popowia pisocarpa Annonacées de Sarawak], alors que les autres sont considérées comme essentiellement pollinisées par des coléoptères).

## Classification des Thysanoptera
La détermination des Thysanoptères se fait à partir des femelles. Leur taille varie entre 1 et 2,5 mm et leur teinte varie du jaune clair au brun foncé selon les espèces. Le mâle est plus petit, plus fluet, souvent plus clair, dépourvu de tarière et les 9 et 10e segments abdominaux portent souvent des ornementations. On utilise le plus fréquemment les caractères suivants :
- Terebrantes
  - famille Thripidae
    - sous-famille Panchaeothripinae
      - Retithrips
      - Panchaetothrips
      - Hercinothrips
      - Astrothrips
      - Helionothrips
      - Heliothrips
      - Parthenothrips
      - Selenothrips

    - sous-famille Thripinae
    - tribu Dendrothripini
      - Dendrothrips
      - Pseudodendrothrips
      - Leucothrips

    - tribu Sericothripini
      - Drepanothrips
      - Scirtothrips
      - Sericothrips

    - tribu Chirothripini
      - Chirothrips
      - Limothrips

    - tribu Thripini
      - Anaphothrips
      - Apterothrips
      - Scolothrips
      - Aptinothrips
      - Belothrips
      - Pseudanaphothrips
      - Chaetanaphothrips
      - Dicromothrips
      - Oxythrips
      - Tmetothrips
      - Baliothrips
      - Bolacothrips
      - Ceratothrips
      - Frankliniella
      - Kakothrips
      - Corynothrips
      - Mycterothrips
      - Odontothrips
      - Megalurothrips
      - Sorgothrips
      - Plesiothrips
      - Florithrips
      - Platythrips
      - Microcephalothrips
      - Scolothrips
      - Taeniothrips
      - Thrips
      - Fulmekiola
      - Stendaetothrips

  - famille Aeolothripidae
    - Franklinothrips
    - Aeolothrips
    - Melanthrips
    - Rhipidothrips
    - Ankothrips

  - famille Merothripidae
    - Merothrips

  - famille Heterothripidae
    - Heterothrips
- Tubuliferes
  - famille Phlaeothripidae
    - Bolothrips
    - Cryptothrips
    - Megalothrips
    - Megathrips
    - Raphidothrips
    - Abiastothrips
    - Acantothrips
    - Cephalothrips
    - Gynaikothrips
    - Haplothrips
    - Hoplandrothrips
    - Hoplothrips
    - Limothrips
    - Phlaeothrips
    - Poecilothrips